# Perkinsiella lalokensis
Perkinsiella lalokensis är en insektsart som beskrevs av Frederick Arthur Godfrey Muir 1911. Perkinsiella lalokensis ingår i släktet Perkinsiella och familjen sporrstritar. Inga underarter finns listade i Catalogue of Life.